# Openadaptor
Openadaptor est une plate-forme logicielle en JAVA/XML pour interconnecter des systèmes hétérogènes. Elle a été développée par Dresdner Kleinwort Wasserstein (DKW) pour faciliter l'intégration à l'intérieur de la banque et entre la banque, ses partenaires et ses clients.

## Historique
Depuis 1997, Openadaptor a permis de réduire non seulement les coûts de développements, mais aussi les coûts en temps de production à la vente (time to market) dans les systèmes de DKW. « La chose la plus commune que vous avez dans une banque est la communication entre systèmes » a déclaré Steve Howe, vice-président et chef des initiatives Open Source.
Dans les années 1990, la société a mis en place une interface de programmation standardisée qui visait à empêcher les développeurs de réinventer du code de base pour chaque nouveau projet. Le code derrière l'interface a été partagé avec tous les développeurs de la société, et chacun a été à même de pouvoir faire des suggestions pour changer les sources, et les appliquer. Le résultat constaté fut une décroissance radicale du temps de développement pour les connecteurs.
Le système a si bien fonctionné, en fait, que DKW a embauché le fournisseur de logiciel de développement collaboratif CollabNet, qui héberge des projets commerciaux et open source, pour sortir sa plate-forme de connecteur en Open Source connu comme l'organisation Openadaptor.
DKW paria sur le fait que si d'autres organisations étaient impliquées, il en résulterait des améliorations de la plate-forme. L'idée fonctionna. Le composant principal du logiciel compte plus de 8000 téléchargements par mois sur le site officiel. Et comme personne ne sait exactement combien de sociétés prennent part aux projets, Steve Howe déclare que la Deutsche Bank, la Hallifax Bank of Scotland, Hewlett-Packard, J.P. Morgan Chase et la Royal Bank of Scotland sont impliqués dans le projet.
Le consommateur final en bénéficie aussi puisque le code source contient moins d'erreurs, et que les institutions qui achètent les biens et services autour du produit ont moins à payer.

## Caractéristiques fonctionnelles
C'est un logiciel d'Intégration d'applications d'entreprise (IAE) qui sert principalement aux institutions financières afin d'intégrer les Message-Oriented Middleware. 
Le framework Openadaptor requiert seulement l'environnement d'exécution Java pour fonctionner et tous ses composants sont des JavaBeans.
Il gère différentes représentations de données (XML, JDBC) et des composants logiciels (JMS, Oracle, Sybase, Tibco, SGBDR, SOAP, HTTP, SMTP). 
Openadaptor est distribué sous une variante de la licence MIT.